# Prgomelje (żupania pożedzko-slawońska)
Prgomelje – wieś w Chorwacji, w żupanii pożedzko-slawońskiej, w mieście Pakrac. W 2011 roku liczyła 1 mieszkańca.